# ファイサラーバード
ファイサラーバード（パンジャーブ語・ウルドゥー語: فیصل آباد; パンジャーブ語発音: [fɛːsə̆ləˌbäːd] フェーサラバード; ウルドゥー語発音: [fɛːsˈlɑˌbɑːd] フェースラバード; Faisalabad）は、パキスタンのパンジャーブ州の都市。都市的地域人口は約400万人（2022年現在）で、同国の第3の都市となっている。

## 概要
植民地期の英国人官吏"Sir Charles James Lyall"の名前にちなみ、1979年まではライオールプル（Lyallpur）と呼ばれた。ファイサラバード、ハイサラーバードとも表記される場合もある。英領インドで最初に計画された都市の1つである。:8

### 地名の由来
英領インド時代、旧称のライオールプルはパンジャーブ州知事のen:James Broadwood Lyall中尉に因んで付けられた。彼はシェナブ川下流を植民地にした。

「プル」は古代サンスクリット語で「都市」を表す。

1970年代後半、パキスタン政府はライオールプルから「ファイサラーバード」(ファイサルの都市)に改名した。パキスタンに経済援助を行ったサウジアラビアのファイサル王に因んでいる。

## 地理

### 地形

#### 河川
主な川
- シェナブ川

### 気候
| Faisalabadの気候                       | Faisalabadの気候 | Faisalabadの気候 | Faisalabadの気候 | Faisalabadの気候 | Faisalabadの気候 | Faisalabadの気候 | Faisalabadの気候 | Faisalabadの気候 | Faisalabadの気候 | Faisalabadの気候 | Faisalabadの気候 | Faisalabadの気候 | Faisalabadの気候 |
| 月                                     | 1月              | 2月              | 3月              | 4月              | 5月              | 6月              | 7月              | 8月              | 9月              | 10月             | 11月             | 12月             | 年               |
| -------------------------------------- | ---------------- | ---------------- | ---------------- | ---------------- | ---------------- | ---------------- | ---------------- | ---------------- | ---------------- | ---------------- | ---------------- | ---------------- | ---------------- |
| 平均最高気温 °C （°F）                 | 19.4 (66.9)      | 22.4 (72.3)      | 27.3 (81.1)      | 33.8 (92.8)      | 38.9 (102)       | 40.7 (105.3)     | 37.3 (99.1)      | 36.3 (97.3)      | 36 (97)          | 33.6 (92.5)      | 27.5 (81.5)      | 21.8 (71.2)      | 31.25 (88.25)    |
| 日平均気温 °C （°F）                   | 11.9 (53.4)      | 14.9 (58.8)      | 19.9 (67.8)      | 25.9 (78.6)      | 31.1 (88)        | 34 (93)          | 32.3 (90.1)      | 31.6 (88.9)      | 30.1 (86.2)      | 25.6 (78.1)      | 18.9 (66)        | 13.7 (56.7)      | 24.16 (75.47)    |
| 平均最低気温 °C （°F）                 | 4.4 (39.9)       | 7.4 (45.3)       | 12.6 (54.7)      | 18.1 (64.6)      | 23.3 (73.9)      | 27.4 (81.3)      | 27.4 (81.3)      | 26.9 (80.4)      | 24.2 (75.6)      | 17.6 (63.7)      | 10.4 (50.7)      | 5.7 (42.3)       | 17.12 (62.81)    |
| 降水量 mm （inch）                     | 14 (0.55)        | 15 (0.59)        | 21 (0.83)        | 14 (0.55)        | 13 (0.51)        | 26 (1.02)        | 102 (4.02)       | 91 (3.58)        | 33 (1.3)         | 6 (0.24)         | 3 (0.12)         | 8 (0.31)         | 346 (13.62)      |
| 出典：Climate-Data.org, altitude: 188m |                  |                  |                  |                  |                  |                  |                  |                  |                  |                  |                  |                  |                  |

## 歴史

### 植民地時代以前
18世紀、当時森だったファイサラーバードには部族が住んでいた。ジャングやサンダルバル周辺から入植が始まったと農業大学は考えている。

### 英領インド時代
1858年、ムガル帝国が崩壊した。地域単位での独立運動も起きたが、1858年インド政府法によって英領インドが直接支配するようになった。

1880年、イギリス植民地司令官のPoham Youngが現在のファイサラーバード周辺に新しい都市を造る事を提案した。ライオール州知事が賛同し、ライオールプルの建設が始まった。
ヤングはユニオンジャックを模して、中心の時計塔から8本の道路が延びる構造を計画した。

8本の道路はそれぞれ異なる市場通りを、パンジャーブ州の他の地域に伸びる。

1892年、ライオールプルに鉄道が通った。

1895年、ワズィーラーバードと鉄道で繋がった。

1896年、グジュラーンワーラー・ジャング・サヒワル・ライオールプルはジャング地区に組み込まれた。

1906年、農業大学が設置された。

1909年、町から市に昇格した。ライオールプルは小麦粉の集積地に成長した。

1930年代、繊維と食料加工、粒子破砕、化学産業が発達した。

### 独立
1947年8月、30年に渡る民族主義闘争を経て、インドとパキスタンは独立した。イギリスがインド・パキスタン分離独立を認めた事で、ムスリムが多数派のパキスタンとヒンドゥー教徒が多数派のインドに分かれた。しかし実際は、政府が把握していた以上のムスリムがインドに残った。

分離によって、人類史最大の推定1000万人の大量移住が行われた。

ベンガル地方は東パキスタンと西ベンガル州に分かれた。また、パンジャーブ地方は西部のパンジャーブ州 (パキスタン)と東部のパンジャーブ州 (インド)に分かれた。英印軍やインド高等文官を始めとする様々な行政組織、財産、鉄道が分割された。

イギリス軍の撤退に伴って暴動が頻発し、約100万人の市民が殺害された。特にパンジャーブ地方西部に集中していた。

ライオールプルのヒンドゥー教徒やシク教徒はインドに移住し、代わりにインドからムスリムが入植して来た。

1977年、ファイサラーバードに改名された。

1980年代、海外投資が増加した。

1985年、ファイサラーバード地区に昇格した。

## 対外関係

### 姉妹都市・提携都市
- サンクトペテルブルク（ロシア連邦 連邦市）- 1962年
- カーンプル（インド共和国 ウッタル・プラデーシュ州）- 1970年
- 武漢市（中華人民共和国 湖北省）- 1986年
- コルドバ（スペイン王国 アンダルシア州）- 1986年
- マンチェスター（イギリス連合王国 イングランド国 北西イングランド地方 グレーター・マンチェスター州）- 1997年
- 神戸市（日本国 近畿地方 兵庫県）- 2000年
- ロサンゼルス（アメリカ合衆国 カリフォルニア州）- 2009年
- タンジェ（モロッコ王国 タンジェ・テトゥアン・アルホセイマ地方）

## 経済
パキスタンのGDPに20%以上を生産する事から、「パキスタンのマンチェスター」と呼ばれる。
市のGDPの21%は農業から来ている。:41
重過リン酸石灰(3Ca(H2PO4)2)、綿・絹繊維、靴下、染料、化学工業、飲料、衣服、製紙業、印刷業、農業機械、ギーが盛んである。

### 第一次産業

#### 農業
郊外にはシェナブ川が創った低地が広がる。綿や小麦、砂糖黍、野菜、果物が生産されている。

### 第二次産業

#### 工業
産業団地には鉄道修理工場や砂糖、小麦粉、植物油の工場が有る。

### 第三次産業

#### 貿易
大規模な陸上港と:25ファイサラーバード国際空港を持つ。:26

## 教育・研究機関

### 大学
- ファイサラーバード農業大学
- 国立繊維大学

### 地域学校
- ファイサラーバード地域公立学校

### 研究所
- アユブ農業研究機関[5]:13

## 文化・名物

### スポーツ
en:Iqbal Stadiumを拠点とするクリケットチームのen:Faisalabad Wolvesも存在する。

ホッケーやスヌーカーでは世界水準のチームも存在する。